# Trichocentrum undulatum
Trichocentrum undulatum là một loài thực vật có hoa trong họ Lan. Loài này được (Sw.) Ackerman & M.W.Chase mô tả khoa học đầu tiên năm 2001.